# Amedeo de Belgique
Amedeo d’Autriche-Este (Woluwe-Saint-Lambert, 21 février 1986), prince de Belgique, archiduc d'Autriche-Este, est le fils aîné de la princesse Astrid de Belgique et de l'archiduc Lorenz d'Autriche-Este.

## Jeunesse
Amedeo de Belgique est le premier petit-enfant d'Albert II, 6e roi des Belges. Il a pour parrain son oncle, l'actuel roi Philippe, et pour marraine sa grand-mère maternelle, la reine Paola. Il est baptisé par le cardinal Godfried Danneels. Ses parents et lui vivent à Bâle, en Suisse alémanique, de 1986 à 1993. 
En 1991, le Parlement belge abroge la loi salique dans l'ordre de succession au trône, à partir de la descendance du prince Albert et de la princesse Paola (grands-parents maternels d'Amedeo de Belgique). Amedeo de Belgique devient ainsi le quatrième dans l'ordre de succession au trône. L'arrêté royal du 2 décembre 1991 octroie les titres de prince et princesse de Belgique à tous les descendants en ligne directe du prince Albert (depuis roi Albert II). Depuis lors, Amedeo de Belgique porte le titre de prince de Belgique avant celui d'archiduc d'Autriche. 
Durant l'été 1993, la famille princière revient s'installer définitivement en Belgique dans une résidence mise à sa disposition par la donation royale dans la rue de Brederode, à l'arrière du palais royal de Bruxelles.
En 2001, il devient le parrain de sa cousine, la princesse Élisabeth, fille aînée de son oncle et parrain, Philippe de Belgique.
Le 21 juillet 2013, date d'accession au trône de son oncle, le roi Philippe, il devient 6e dans l'ordre de succession au trône de Belgique.

## Études

Adjudant.

À partir de septembre 1993, Amedeo de Belgique effectue, en néerlandais, ses études primaires et la première moitié de ses études secondaires au collège Saint-Jean-Berchmans à Bruxelles. Il accomplit les trois dernières années de ses études secondaires au collège Sevenoaks School, dans le comté du Kent.
Durant l'année académique 2004-2005 à l'École royale militaire, il suit une formation « à la carte » dans la 144e promotion Sciences sociales et Militaires (SSMW), terminant le 29 septembre 2005 comme adjudant candidat-officier et défile devant la famille royale lors du défilé militaire du 21 juillet 2005. 

Sous-lieutenant.

Tout comme son père, Amedeo de Belgique ambitionne une carrière dans le secteur bancaire. De 2005 à 2008, il poursuit ses études à la London School of Economics (LSE).
Amedeo de Belgique est officier de réserve de la composante Terre, avec grade de sous-lieutenant lors de sa prestation de serment d'officier le 27 novembre 2007. 
Il porte l'uniforme et les insignes du 2e régiment de grenadiers.
Le diplôme de sa réception comme officier le mentionne comme : Son Altesse Royale le prince Amedeo Maria Joseph Carl Pierre Philippe Paola Marcus d'Aviano de Belgique, prince de Belgique, archiduc d'Autriche-Este (Habsbourg-Lorraine).

## Carrière
Après la fin de ses études en 2008, Amedeo de Belgique travaille un an pour une organisation non gouvernementale s'occupant de microcrédits au Chili.
De septembre 2009 à 2012, il a travaillé au service de Deloitte à New York. Depuis 2013, il travaille chez McKinsey & Company à Bruxelles.
Début 2017, on annonce son départ pour Bâle, où il travaillera dans la banque privée que dirige son père.

## Mariage et descendance
Le 15 février 2014, le palais royal publie un communiqué annonçant les fiançailles du prince Amedeo avec Elisabetta Maria Rosboch von Wolkenstein, née à Rome le 9 septembre 1987, enfant unique d'Ettore Rosboch von Wolkenstein et de son épouse, Anna Maria (dite Lilia) Smecchia, des comtes Smecchia. 
Le mariage est célébré à Rome le 5 juillet 2014. 
Seize mois plus tard, il reçoit, par arrêté royal du 12 novembre 2015 (publié au Moniteur belge le 24 novembre 2015), avec effet rétroactif au 4 juillet 2014 (en dépit de la non-consultation des Chambres et en contravention avec l'article 85 de la Constitution belge),,, le consentement du roi à son mariage, nécessaire à la conservation de ses droits dynastiques, comme prévu par la Constitution. Le prince Amedeo, dès lors, réintègre l'ordre de succession au trône de Belgique. 
Jusqu'à ce qu'un arrêté royal lui accorde éventuellement le titre de princesse de Belgique, l'épouse du prince Amedeo est archiduchesse d'Autriche-Este. Elle porte également les titres de courtoisie de princesse de Modène, princesse de Hongrie, de Bohême et de Croatie (non reconnus en Belgique). 
Le prince Amedeo et l'archiduchesse Elisabetta Maria ont deux filles et un fils, portant le prédicat d'altesses impériales :
- l'archiduchesse Anna-Astrid Marie d'Autriche-Este[16], née à l'hôpital Saint-Pierre de Bruxelles le 17 mai 2016[17] (7e dans l'ordre de succession au trône de Belgique) ;
- l'archiduc Maximilian Lorenz Ettore Karl Marco d'Aviano d'Autriche-Este[16], né à l'hôpital Saint-Pierre de Bruxelles le 6 septembre 2019[18],[19] (8e dans l'ordre de succession au trône de Belgique) ;
- l'archiduchesse Alix d'Autriche-Este, née à l'hôpital Delta à Auderghem le 2 septembre 2023[20],[21] (9e dans l'ordre de succession au trône de Belgique).

## Ascendance
Amedeo de Belgique appartient à la maison de Habsbourg-Lorraine et succédera à son père en tant que chef de la branche d'Autriche-Este et prétendant au trône du duché de Modène.

## Titres et honneurs

### Titulature

#### En Belgique
- depuis le 2 décembre 1991 : Son Altesse Royale le prince Amedeo de Belgique.

#### Au sein de la maison de Habsbourg
- 21 février 1986 - 2 décembre 1991 : Son Altesse Impériale et Royale l'archiduc Amedeo d'Autriche-Este, prince de Modène, prince de Hongrie, de Bohême et de Croatie ;
- depuis le 2 décembre 1991 : Son Altesse Impériale et Royale le prince Amedeo de Belgique, archiduc d'Autriche-Este, prince de Modène, prince de Hongrie, de Bohême et de Croatie.

## Littérature et sources

### Livres et articles
- Paul Janssens et Luc Duerloo, Armorial de la noblesse belge, Bruxelles, 1992, p. 105-111.
- Roger Harmignies, « La succession au trône et le titre de prince de Belgique », dans Le Parchemin, 1992, p. 166-177.
- Roger Harmignies, « L'identité civile et héraldique des princes de la Maison royale de Belgique », dans Atti del XXIII Congresso internazionale di scienza genealogica e eraldica, Turin, 1998, p. 603-626.
- Almanach de Gotha, Londres, 1998, p. 223-237.
- Leo Lindemans, Tableau d'ascendance de la Maison royale de Belgique, Bruxelles, 1998-2003, 4 volumes.
- Oscar Coomans de Brachène, État présent de la noblesse belge, Annuaire de 2003, Première partie A - Bem, Bruxelles, 2003, p. 1 à 6, La Maison Royale de Belgique.
- Nicolas Énache, La descendance de Marie-Thérèse de Habsburg, Paris, Éditions L'intermédiaire des chercheurs et curieux, 1999, 795 p. (ISBN 978-2-908003-04-8). .

### Dans la presse
- Christian Laporte, « Amedeo, jeune prince bien de son temps », dans La Libre Belgique du 28/09/2007.
- Amedeo de Belgique et Alexandra de Luxembourg sur le site de la RTL du 22/1/2011
- Patricia Goffin,  Amédéo vient d'accepter d'en dire un peu plus sur sa vie... (diffusé le 11/02/2011) sur la RTBF du 11/02/2011
- Marathon de New York: Astrid, Lorenz et Amedeo sauvent l'honneur sur le site de la RTBF du 07/11/2011